# Roberto Esposito

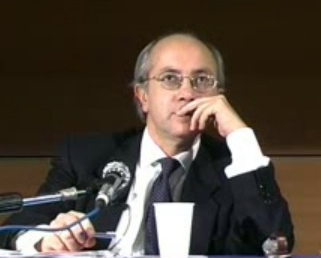
Roberto Esposito (2000)

Roberto Esposito (* 4. August 1950 in Neapel) ist ein italienischer Philosoph, der sich in seinen neueren Publikationen mit dem Thema der Biopolitik in der Moderne befasst.

## Leben und Werk
Esposito unterrichtet Philosophie und Politische Wissenschaften an der Universität Neapel L’Orientale. Er ist Kodirektor der Zeitschrift Filosofia Politica und Gründungsmitglied des Centro per la Ricerca sul Lessico Politico Europeo mit Sitz in Bologna. Darüber hinaus ist er Mitarbeiter der politischen Zeitschrift MicroMega.
Esposito problematisiert in seinem Werk philosophische und politische Begriffe und fasst sie von einem historischen und theoretisch-biopolitischen Standpunkt aus neu, um unbeleuchtete Aspekte ihrer Bedeutung hervorzuheben. Daraus resultiert ein Interpretationsspektrum, das sich an der Schnittstelle von Philosophie, Anthropologie, Literatur und Theologie befindet.
Durch Analysen der politischen Kategorien der Klassiker des modernen und zeitgenössischen Denkens (von Machiavelli bis Carl Schmitt, von Hannah Arendt bis Simone Weil, und von Georges Bataille bis Leo Strauss) unterstreicht er die Grenzen des Politischen, das sich ständig mit seiner lebendigen Form konfrontiert sieht („bios“). In seinen Büchern macht er Anleihen bei Giorgio Agamben, dessen Namen er dennoch kaum zitiert.
Seine Trilogie, Communitas, Immunitas und Bios, erinnert in vielen Aspekten an das Denken von Jean-Luc Nancy, mit welchem er mehrmals zusammengearbeitet hat.
Seine jüngeren Werke sind in verschiedene Sprachen übersetzt worden, u. a. ins Deutsche und Englische.

## Schriften

### Deutsche Ausgaben
- Communitas. Ursprung und Wege der Gemeinschaft. Aus dem Italienischen übersetzt von Sabine Schulz und Francesca Raimondi. Diaphanes Verlag, Zürich / Berlin 2004, ISBN 978-3-935300-29-2.
- Person und menschliches Leben. Aus dem Italienischen übersetzt von Federica Romanini. Diaphanes Verlag, Zürich / Berlin 2010, ISBN 3-03734-101-7.
- Zwei. Die Maschine der politischen Theologie und der Ort des Denkens. Aus dem Italienischen übersetzt von Daniel Creutz. Diaphanes Verlag, Zürich / Berlin 2018, ISBN 978-3-0358-0079-1.
- Immunitas. Schutz und Negation des Lebens. Aus dem Italienischen übersetzt von Sabine Schulz. Diaphanes Verlag, Zürich / Berlin 2021, ISBN 978-3-0358-0407-2.
- Institution und Biopolitik. Übersetzt von Marie Glassl, Diaphanes Verlag, Zürich / Berlin 2022, ISBN 978-3-0358-0456-0.

### Italienische Ausgaben
- 1980: La politica e la storia. Machiavelli e Vico, Neapel: Liguori
- 1981: Divenire della ragione moderna. Cartesio, Spinoza, Vico (mit Biagio De Giovanni und Giuseppe Zarone), Neapel: Liguori
- 1984: Ordine e conflitto. Machiavelli e la letteratura politica del Rinascimento italiano, Neapel: Liguori
- 1988: Categorie dell’impolitico, Bologna: Il Mulino (2. Aufl. 1999)
- 1993: Nove pensieri sulla politica, Bologna: Il Mulino
- 1996: L’origine della politica. Hannah Arnedt o Simone Weil, Rom: Donzelli
- 2000: Enciclopedia del pensiero politico, hg. v. Roberto Esposito u. Carlo Galli, Bari: Laterza
- 2004: Bios: biopolitica e filosofia, Turin: Einaudi
- 2007: Terza persona. Politica della vita e filosofia dell’impersonale, Turin: Einaudi
- 2008: Termini della politica. Comunità, immunità, biopolitica, Mailand: Mimesis
- 2010: Pensiero vivente. Origine e attualità della filosofia italiana, Turin: Einaudi
- 2011: Dieci pensieri sulla politica, Bologna: il Mulino
- 2012: Comunità e biopolitica, Milano-Udine: Mimesis
- 2012: Dall'impolitico all'impersonale: conversazioni filosofiche, Milano-Udine: Mimesis
- 2013: Due. La macchina della teologia politica e il posto del pensiero, Turin: Einaudi
- 2014: Le persone e le cose, Turin: Einaudi
- 2016: Da fuori. Una filosofia per l'Europa, Turin: Einaudi
- 2018: Politica e negazione. Per una filosofia affermativa, Turin: Einaudi
- 2020: Pensiero istituente. Tre paradigmi di ontologia politica, Turin: Einaudi